# Playboy
«Плейбо́й» (англ. Playboy «шалун, ловелас») — эротический журнал для мужчин, издающийся с 1953 года Хью Хефнером и его коллегами, выросший в издательский дом Playboy Enterprises, деятельность которого простирается на многие области медиабизнеса для взрослых.

## Описание
Кроме журнала в США выпускаются журналы на различных языках во всём мире. Русская версия журнала выходит с 1995 года. Среди фотографий обнажённых женщин, помещённых в нём, часто бывают сенсационные фотографии знаменитостей. Для журнала позировали такие звёзды, как Элизабет Тейлор, Синди Кроуфорд, Памела Андерсон, Данни Миноуг и другие. Также в журнале присутствуют статьи о моде, спорте, различных товарах и публичных персонах, политиках. Помимо этого в журнале публиковались короткие рассказы писателей, таких как Артур Кларк, Ян Флеминг, Владимир Набоков, Маргарет Этвуд, Стивен Кинг, Станислав Лем и многих других. Кроме того публикуются анекдоты и статьи на различную тему. Журнал известен своей либеральной позицией по отношению к политическим веяниям. «Плейбой» использует со вкусом сделанные обнажённые фотографии, которые часто называют софткором, в противопоставление хардкорным порнографическим журналам, начавшим выпускаться в 1970-е годы, к которым относятся, например, Hustler, Penthouse, Screw.
«Я никогда не считал „Плейбой“ журналом о сексе, — говорил Хефнер в многочисленных интервью. — Для меня он всегда был изданием об образе жизни, в которой секс является лишь одной из её составных частей. И вообще секс — здоровее, когда его не скрывают и не прячут: зачем оглуплять общество?» Хефнер понимал, что эротика для «Плейбоя» — лишь нарядная упаковка. И что нужно идти на шаг впереди, чтобы все самое новое немедленно находило дорогу к читателю. На страницах журнала начинают появляться известные люди. Мартин Лютер Кинг говорил о проблемах чёрного населения, а Фидель Кастро — о революционной борьбе. Сенаторы рассуждали о бессмысленности войны во Вьетнаме и вреде наркотиков. В списке друзей журнала, которые в разные времена давали интервью, были Фердинанд и Имельда Маркос, Даниель Ортега, Ясир Арафат, Джон Леннон и многие другие. Для многих звёзд шоу-бизнеса и кино «Плейбой» стал стартовой площадкой. Эмблемой и логотипом является голова кролика.
В сентябре 2015 года стало известно, что Хью Хефнер одобрил предложение ведущего редактора журнала Кори Джонса об изменении редакционной политики с марта 2016 года: журнал стал более серьёзным и перестал публиковать в своей печатной версии фотографии полностью обнажённых женщин, вследствие чего получил возрастной рейтинг «13+»; такие изменения объяснили желанием увеличить аудиторию издания.
В феврале 2017 года Playboy объявил о возобновлении публикаций обнажённых моделей, начиная с мартовского номера.
В 2019-м году журнал в очередной раз объявил о смене формата в надежде поднять продажи, которые стремительно падали на протяжении 2018−2019 годов. Так выпуск журнала было решено сделать ежеквартальным, при этом была увеличена его стоимость до 25 USD. Главным изменением в новом формате стал полный отказ от прямой рекламы — так редакторы хотели привлечь читателя увеличившейся творческой свободой авторов и колумнистов и подчеркнуть связь качества новых статей и продаж тиража. Первый выпуск в новом формате вышел в свет 16 апреля 2019 года.
17 марта 2020 года вышел последний выпуск печатной версии журнала. Одной из причин закрытия является вспышка коронавируса в мире.
8 августа 2024 года PLBY Group анонсировало возрождение печатной версии журнала Playboy. Однако на январь 2025 года каких-либо дальнейших действий не последовало.

## Международные издания
Европа
- Австрия (2012—2014)
- Бельгия (1987—1991, 1994—2003, 2008, 2024 —)
- Эстония (2007—2008)
- Грузия (2007—2008)
- Латвия (2010—2014)
- Литва (2008—2013)
- Северная Македония (2010—2011)
- Молдова (2012)
- Норвегия (1997—1999)
- Румыния (1999—2016)
- Сербия (2004—2015)
- Турция (1986—1995)
- Болгария (2002 —)
- Хорватия (1997 —)
- Чехия (1991 —)
- Дания (2018 —)
- Франция (1973—1988, 1991—2011, 2016 —)
- Германия (1972 —)
- Греция (1985—2015, 2019 —)
- Венгрия (1989—1993, 1999—2019)
- Италия (1972—1985, 1987—2003, 2008—2020, 2024—)
- Нидерланды (1982 —)
- Польша (1992—2019)
- Португалия (2009—2010, 2012—2013, 2015 —)
- Россия (1995—2022)
- Словакия (1997—2003, 2005 —2021)
- Словения (2001 —)
- Испания (1978—2012, 2017 —)
- Швеция (1998—1999, 2017 —)
- Швейцария (2017 —)
- Украина (2005—)
- Финляндия (2023 —)
- Беларусь (2024 —)
- Шотландия (2024 —)

Азия
- Гонконг (1986—1993)
- Индонезия (2006—2008)
- Израиль (2013)
- Япония (1975—2009)
- Монголия (2012—2015)
- Сингапур (2015)
- Китайская Республика (1990—1993, 1996—2003)
- Филиппины (2008 —)
- Таиланд (2012 —)
- Республика Корея (2017 —)

Африка
- Южно-Африканская Республика (1993—1996, 2011 —)

Северная и Южная Америка
- США (1953—2020)
- Мексика (1976—1998, 2002 —)
- Колумбия (2008—2012, 2017 —)
- Аргентина (1985—1995, 2006—2018)
- Бразилия (1975—2018)
- Венесуэла (2006—2017)

Океания
- Австралия (1979—2000, 2018 —)